# Lettre à Jane
Pour plus de détails, voir Fiche technique et Distribution.
Lettre à Jane (Letter to Jane: An Investigation About a Still) est un documentaire expérimental de Jean-Luc Godard et de Jean-Pierre Gorin, réalisé sous les auspices du Groupe Dziga Vertov, datant de 1972 et qui constitue en quelque sorte un pendant à Tout va bien. Par l'utilisation de retours en arrière, ce film expérimental de 52 minutes condense un ensemble de réflexions sur la force de l'image à partir d'une seule et même photographie de Jane Fonda prise pendant la guerre du Viêt Nam. Ce fut la dernière collaboration entre Godard et Gorin.

## Synopsis
Lors de la présentation à la presse du film Tout va bien, au lieu de parler du long métrage, Godard et Gorin proposent aux journalistes une réflexion critique sur une photographie publiée dans L'Express du 31 juillet 1972, c'est-à-dire peu après la fin du film. L'actrice Jane Fonda est représentée en pied, de trois-quarts, écoutant avec une expression dramatique et attentive un homme qui a le dos tourné, de stature légèrement inférieure à la sienne, et qui porte sur la tête un casque colonial du modèle devenu célèbre parce qu'il a été utilisé comme casque par l'armée populaire du Nord-Vietnam. Le visage de l'homme est invisible, mais à l'arrière-plan, derrière l'actrice, se trouvent d'autres hommes tournés vers la caméra, avec ou sans casque.
L'Américaine Jane Fonda, militante du mouvement pacifiste, est venue apporter sa solidarité au peuple vietnamien soumis aux bombardements aveugles de l'US Air Force. Selon les deux auteurs du Groupe Dziga Vertov, l'analyse de la photo peut aider à répondre à la question « Que doivent faire les intellectuels pour la révolution ? ». Cela signifie qu'il faut aller au fond du rôle de l'information capitaliste et anticapitaliste.
Après avoir échangé une série de lettres pour finaliser le projet d'un film à présenter au Festival du film de New York, à l'occasion de la promotion américaine de Tout va bien, les deux réalisateurs travaillent sur Lettre à Jane en une seule journée d'août 1972 à la table de montage, pour le coût minuscule de 500 dollars. Godard remet en question l'image généreuse et « engagée » de Jane Fonda, arguant que le film ne fait que réaffirmer son statut de vedette internationale, et que son attitude envers les Vietnamiens est paternaliste puisqu'au lieu de les écouter, elle les interroge activement. La vedette éclipse le peuple vietnamien et son combat, tout comme sa présence dans le film sur les ouvriers français en lutte éclipse leurs revendications.
Les voix off de Godard et Gorin analysent l'expression du visage de Jane Fonda et la comparent avec des films précédemment joués par l'actrice, et même avec certains joués par son père Henry Fonda. Cette analyse d'une image statique est le point de départ d'une comparaison avec les plans des grands interprètes du cinéma muet, où « c'est l'expression du silence qui faisait d'un acteur une vedette ». Enfin, l'analyse des plans et des points de vue montre que dans l'image, les interlocuteurs vietnamiens n'ont qu'une fonction de fond, de contour. Jane Fonda remplace l'absence des Vietnamiens.
Lettre à Jane a toutes les apparences d'un rituel d'humiliation à l'encontre de Jane Fonda. L'actrice américaine représente ce que Godard déteste le plus à l'époque : la bonne conscience de la gauche, l'engagement au nom de quelque chose, la mobilisation médiatique pour les opprimés. Avec cet exercice plutôt cynique de sémiologie révolutionnaire, la longue collaboration de Jean-Luc Godard avec Jean-Pierre Gorin prend fin. C'est la fin du groupe Dziga Vertov, né de l'urgence révolutionnaire de mai 68.

## Fiche technique
- Titre : Lettre à Jane
- Titre original : Letter to Jane: An Investigation About a Still
- Réalisation : Groupe Dziga Vertov
- Scénario : Jean-Luc Godard et Jean-Pierre Gorin
- Société de production : Sonimage
- Pays de production :  France
- Langue originale : anglais
- Genre : documentaire et expérimental
- Durée : 52 minutes
- Dates de sortie : 
  - États-Unis : 10 octobre 1972 (festival du film de New York), 11 avril 1974
  - France : 1974[6]